# 廖大亨
廖大亨，字大奇，號四虚，明朝政治人物。

## 生平
天啓二年（1622年）壬戌科文震孟榜進士。
崇禎十三年（1640年），四川巡撫邵捷春因與流寇作戰失利，被素為不和的閣部楊嗣昌彈劾下獄，朝廷命監軍廖大亨「參軍事」，代替邵捷春為巡撫，人稱廖參軍。
張獻忠戲稱：「前有邵巡撫，常來團轉舞。後有廖參軍，不戰隨我行。好個楊閣部，離我三天路。」諷刺巡撫邵捷春、參軍廖大亨、閣部楊嗣昌等官員無能。
崇禎十四年（1641年），四川彭縣因為官吏逼稅太急，發生民變，民眾起兵攻殺當地官吏、衙役、土豪、孝廉、士紳之類，號稱「打五蠹」，廖被免職，以陳士奇接替，陳為之嘆息。